# Опсеница, Владимир
Владимир (Владо) Опсеница (род. 9 марта 1980, Нови-Сад) — сербский гитарист. Наиболее известен как участник группы «Океан Ельзи».
Музыке учился в Европе и России. Является постоянным гитаристом группы «Lazar Novkov & Frame Orchestra».
В 2013 году как сессионный гитарист принял участие в записи альбома «Земля» группы Океан Ельзи вместо покинувшего группу Петра Чернявского. Был найден буквально за несколько дней. Участвовал в туре в поддержку альбома «Земля» на правах сессионного музыканта. Как написал Андрей Васятин, с новым гитаристом «изменился не только альбомный звук группы, но и концертный — и даже старые „океанические“ хиты зазвучали по-новому». По словам Вакарчука: «Вся группа хотела бы, чтобы Владо остался в группе на правах постоянного участника — но <…> человек всю жизнь жил в Сербии, там занимался музыкой, записывал, продюсировал… Ему надо привыкнуть и войти в новый ритм. Поживем-увидим, как образуется». В 2014 году получил место постоянного гитариста.
В начале 2018 года вместе с Сергеем Михалком и саунд-продюсером Виталием Телезиным создал проект Drezden